# Schoten (Belgia)
Schoten – miejscowość i gmina (gemeente) w Belgii, w Regionie Flamandzkim, w prowincji Antwerpia, w okręgu Antwerpia. 1 stycznia 2024 roku liczba mieszkańców gminy wynosiła 34 641 osób.

## Sport
Co roku w kwietniu odbywa się tu najstarszy – bo od 1907 roku – belgijski wyścig kolarski Scheldeprijs.

## Współpraca
Miejscowości partnerskie:
- Fogarasz, Rumunia
- Tarnów, Polska
- Voorschoten, Niderlandy